# SAP Garden
Der SAP Garden ist eine Mehrzweckhalle im Münchner Olympiapark. Sie wird seit Ende September 2024 genutzt. Der Eishockeyclub EHC Red Bull München (DEL) und das Basketballteam des FC Bayern München (EuroLeague und einzelne Spiele der Basketball-Bundesliga) tragen ihre Heimspiele in der Halle aus. Zu Eishockeyspielen bietet sie 10.796 Plätze. Bei Basketballpartien finden bis zu 11.500 Besucher Platz.
Die Halle hat eine Grundfläche von ca. 22.500 m². Dies entspricht der Fläche von 12 Eishockeyspielfeldern. Für den Bau wurden knapp 350.000 Tonnen Erdreich ausgehoben.

## Geschichte

### Planung
Im August 2017 lobte die Red Bull Stadion München GmbH in Abstimmung mit der Stadt München einen Architektenwettbewerb mit internationaler Beteiligung aus. Als Standort für den Neubau wurde der westliche Olympiapark, am Ort des 2015 abgerissenen Olympia-Radstadions ausgewählt.
Das Preisgericht wählte im November 2018 zwei Sieger aus acht Entwürfen aus. Der Bauherr, die Red Bull Stadion München GmbH, beauftragte das dänische Architekturbüro 3XN aus Kopenhagen in Zusammenarbeit mit den Landschaftsarchitekten von Latz + Partner mit dem Bau, der ungefähr 100 Millionen Euro kosten sollte. Die Red Bull GmbH trägt die gesamten Baukosten. Unter der Mehrzweckhalle soll es eine Tiefgarage mit 220 Stellplätzen geben. Hinzu kommen ca. 4000 Plätze in der Parkharfe des Olympiaparks. Neben der Haupthalle wird es drei überdachte Eisflächen zu Trainingszwecken, Nachwuchs- und Breitensport sowie öffentliches Eislaufen geben. Dazu schloss die Landeshauptstadt mit den Bauherren einen umfangreichen Eiszeitenvertrag, als zweiten Mieter neben dem FC Bayern, ab. Die Fassade zeigt eine vertikale Lamellenstruktur. Der Eingangsbereich ist verglast. Das Dach ist begrünt.

### Bau
Der erste Spatenstich war ursprünglich für den Sommer 2019 geplant, erfolgte aber wegen Problemen mit kontaminiertem Grundwasser auf dem geplanten Baugelände erst im folgenden Winter. Der Auftrag für den Rohbau wurde an die Ed. Züblin AG, Direktion Bayern vergeben. Am 13. Januar 2020 wurde mit den ersten Aushubarbeiten auf dem Gelände begonnen. Des Weiteren startete die Anlage der provisorischen Baustraßen mit Gehwegen und einem Fußgängerübergang, welche begleitende Baumfällarbeiten notwendig machten. Hierfür lag eine Teilbaugenehmigung vor. Am 23. Februar 2021 fand die Grundsteinlegung statt, jedoch wegen der COVID-19-Pandemie ohne Gäste und Besucher.
Im Oktober 2021 wurde eine Verzögerung der Bauarbeiten und eine Inbetriebnahme Ende 2023 angekündigt. Neben den Verzögerungen sollen sich auch die Baukosten von 100 Mio. auf 150 Mio. Euro erhöht haben.
Anfang 2023 wurde der Rohbau fertiggestellt und die umlaufende Fassadenverkleidung aus 260 vertikalen Aluminium-Lamellen montiert. Die J-förmig gebogenen Lamellen haben eine Länge von 11,6 bis 18,2 m und wiegen zwischen 600 kg und einer Tonne.
Von November 2022 bis Mitte März 2023 dauerte die Montage der 716 Zellen der Glasfassade. Sie umschließt das Erdgeschoss und die Level 1 und 2 und hat eine Fläche von 4938 m². Ende Mai 2023 erfolgte das Richtfest, bei dem durch einen Absprung von zwei Fallschirmspringern aus einem Hubschrauber die letzte Schraubenmutter für das Dach übergeben und die Montage des Dachs abgeschlossen wurde. Symbolisch wurde durch den Spieler Yasin Ehliz von EHC Red Bull München bereits ein erster Schuss auf einem dafür bereitgestellten Teilstück der zukünftigen Eishockeyspielfläche abgegeben.
Anfang Januar 2024 wurde die Betonage der vier Eisflächen fertiggestellt. Die vier Platten (die Hauptfläche und die drei Nebeneisflächen) wurden aus je 285 m³ Beton gefertigt. Darauf kommt eine obere Schicht Sauberkeitsbeton von je 134 m³. Die Platten tragen je eine Last von bis zu 23 t. Dies ermöglicht auch große Aufbauten für andere Veranstaltungen.
Am 19. Februar 2024 gab der EHC Red Bull München bekannt, dass die neue Halle auf dem Olympiaparkgelände am Wochenende vom 27. bis 29. September des Jahres mit einem Grand Opening eröffnet wird. Am 2. April des Jahres wurde, nach fast einem Jahr, die letzte Lamelle (9,43 m lang und 800 kg schwer) an der Arenafassade angebracht. Sie wurde vor Ort, mit Hilfe von Red-Bull-Spieler Dominik Bittner, zusammengeschraubt. Die Form der Lamellen erinnern an Eishockeyschläger.
Die anfänglich geplanten Kosten von 120 Mio. Euro haben sich am Ende auf 320 Mio. Euro erhöht. Dies gab Uli Hoeneß, Ehrenpräsident des FC Bayern München, in einem Interview gegenüber dem Kicker an. Die Hauptursache für die gestiegenen Ausgaben nennt er die „Rohstoffproblematik“. Eine Umfrage des Münchener Ifo-Instituts zeigt, dass in den letzten Jahren über 40 Prozent der Bauunternehmen mit der Beschaffung von Baustoffen Schwierigkeiten hatten, was letztlich auch den FC Bayern betraf.

## Namensgebung
Der Namenssponsor ist der deutsche Softwarehersteller SAP. Die Multifunktionshalle in Mannheim trug schon den Namen SAP Arena. Es sollte, aufgrund möglicher Verwechselung, keine Namensdoppelung geben. Ab dem 4. März 2019 konnte man in einem Wettbewerb per Internet Namensvorschläge abgeben. Am 20. März 2019 wurde der endgültige Name der Spielstätte bekanntgegeben. Die Halle wird den Namen SAP Garden tragen. Er lehnt sich an den berühmten New Yorker Madison Square Garden, kurz The Garden, an. Die Bezeichnung Garden setzte sich knapp mit 45,3 Prozent der Stimmen gegen Park (44,8 Prozent) durch. Der dritte Vorschlag der Endrunde war Live (9,9 Prozent). Insgesamt gab es 10.700 Vorschläge aus 127 Ländern.
Der Gewinner der Namensausschreibung gab am 31. Januar 2024 an, „Die ‚SAP Arena‘ gibt es bereits – den ‚Audi Dome‘ gibt es sogar in München. Diese Namen schieden schon aus. Durch das begrünte Dach kam mir dann der Gedanke: Nennen wir es doch ‚SAP Garden‘. Das klingt modern und wird allen Sportarten gerecht“, erklärte der Sieger bei einer Baustellenbesichtigung.

## Nutzung
Am 10. November 2023 einigten sich die Stadt München mit der Red Bull Stadion München GmbH auf die Nutzung. Ab dem 1. August 2024 stehen der Stadt die drei zusätzlichen Eislaufflächen rund 7900 Stunden zur Verfügung. Darüber hinaus kann die Fläche in der großen Bowl 160 Stunden genutzt werden.
Am 27. September 2024 traf der EHC, im Rahmen der „2024 NHL Global Series Challenge Germany“, auf die Buffalo Sabres aus der nordamerikanischen National Hockey League (NHL). Am Tag darauf gab es einen Tag der offenen Tür. Am 3. Oktober 2024 bestritt der FC Bayern München seine erste Partie, eine Begegnung der EuroLeague, in der neuen Spielstätte. Der Gegner war der spanische Club Real Madrid (97:89). Zunächst war die Premiere der Basketballer für den 29. September geplant, aber es gab Planänderungen.
Der Eishockeyclub EHC München (DEL), der aktuell die Heimspiele im veralteten Olympia-Eisstadion austrägt, wird die Halle gemeinsam mit dem Basketballteam des FC Bayern München als Dauermieter (Vertrag über 15 Jahre) nutzen. Die Umbauzeit zwischen einem Eishockey- und einem Basketballspiel soll zu Beginn in acht Stunden, später in sechs Stunden möglich sein, da die Banden nicht abgebaut werden müssen und die Eisfläche mit einem Multifunktionsboden abgedeckt wird. So könnten zwei Veranstaltungen am Tag ausgetragen werden. Bei voller Nutzungsauslastung können beide Mannschaften jeweils 40 Partien in der neuen Spielstätte bestreiten. Dazu dürften maximal 20 weitere Sportevents sowie 20 sportnahe Veranstaltungen durchgeführt werden.
Im SAP Garden stehen drei weitere Eisflächen in wettkampftauglichen Ausmaßen zur Verfügung, eine davon mit Tribünen und Anzeigetafel ausgestattet. Diese werden für das Training des EHC Red Bull München, der Nachwuchsmannschaften sowie für eine Vielzahl von Breitensportarten und den öffentlichen Eislauf, organisiert von der Stadt München, verwendet. Zur Nutzung der Eiszeiten für den Breitensport, insbesondere für andere Münchner Vereine, die Eishockey betreiben, gibt es zahlreiche Kritik.

### Handball-Europameisterschaft der Männer 2024
Der SAP Garden wurde am 10. Juni 2021 als einer von sechs Spielorten der Handball-Europameisterschaft der Männer im Januar 2024 bekanntgegeben. Am 8. Juli 2022 teilte die Red Bull Stadion München GmbH mit, dass die Halle aufgrund von „akuter Bau- und Rohstoffknappheit, Lieferengpässen und Fachkräftemangel“ nicht rechtzeitig fertig werden wird. Als neuer Eröffnungstermin wurde der Sommer 2024 anvisiert. Der Vorverkauf der Eintrittskarten für München wurde zunächst gestoppt. Als Ersatzspielstätte wurde die benachbarte Olympiahalle ausgewählt.

### The Icon League
Das „Final 8“ der ersten Saison, der von Toni Kroos und Elias Nerlich gegründeten Hallenfußball-Liga The Icon League fand 2024 im SAP Garden statt.

### DHB-Supercup
Ab 2025 wird der Supercup des Deutschen Handballbundes für Männer und Frauen in einer gemeinsamen Veranstaltung für mindestens zwei Jahre in der Münchner Halle ausgetragen.

### Handball-Weltmeisterschaft der Männer 2027
Am 28. Oktober 2024 gab der deutsche Handballbund (DHB) die sechs Spielstätten der Handball-Weltmeisterschaft der Männer 2027 in Deutschland bekannt. Der SAP Garden ist als Spielort für die Vorrundengruppe mit Gastgeber Deutschland vorgesehen.

## Galerie

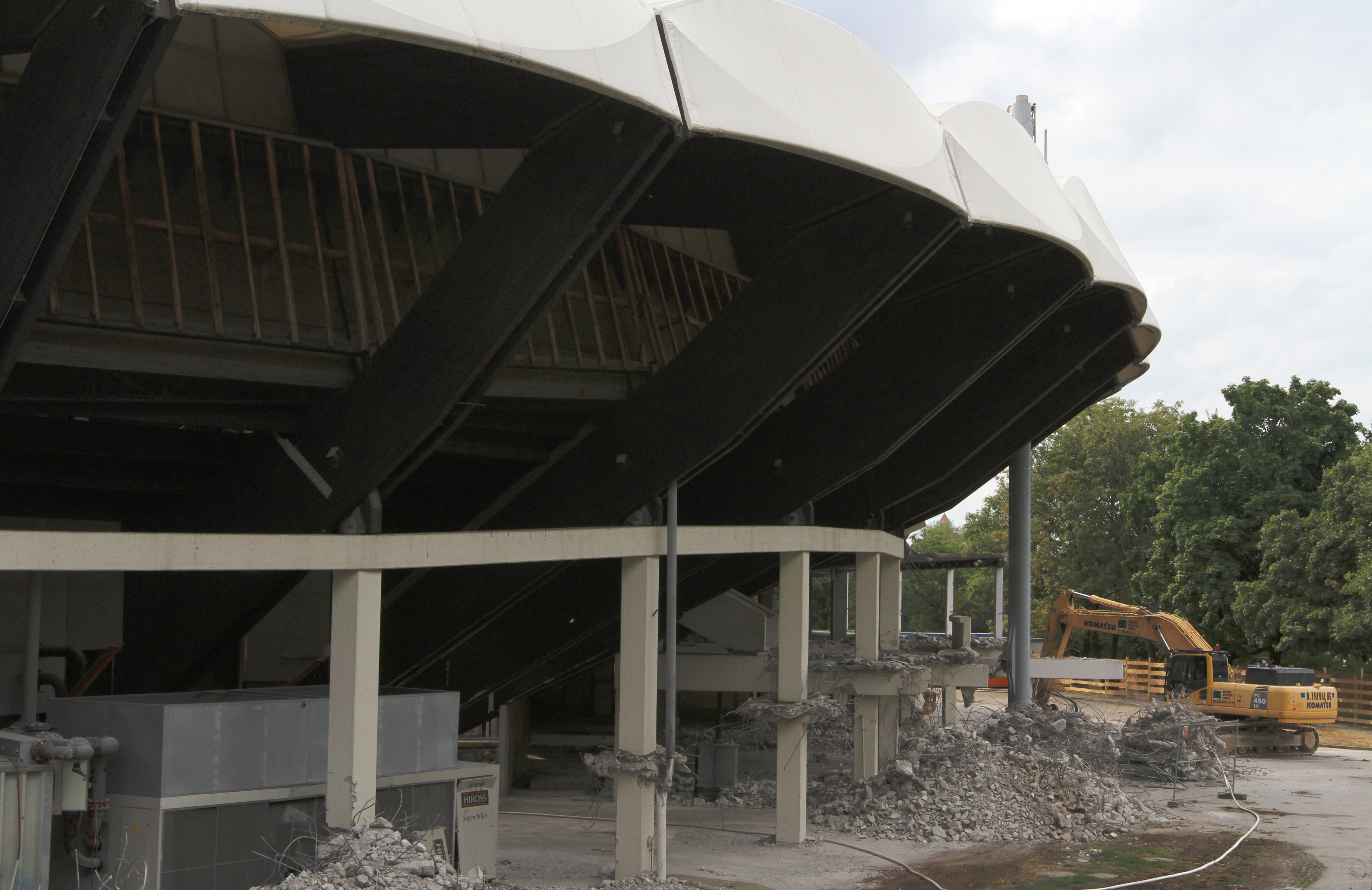
Abriss des Olympia-Radstadions (2015)
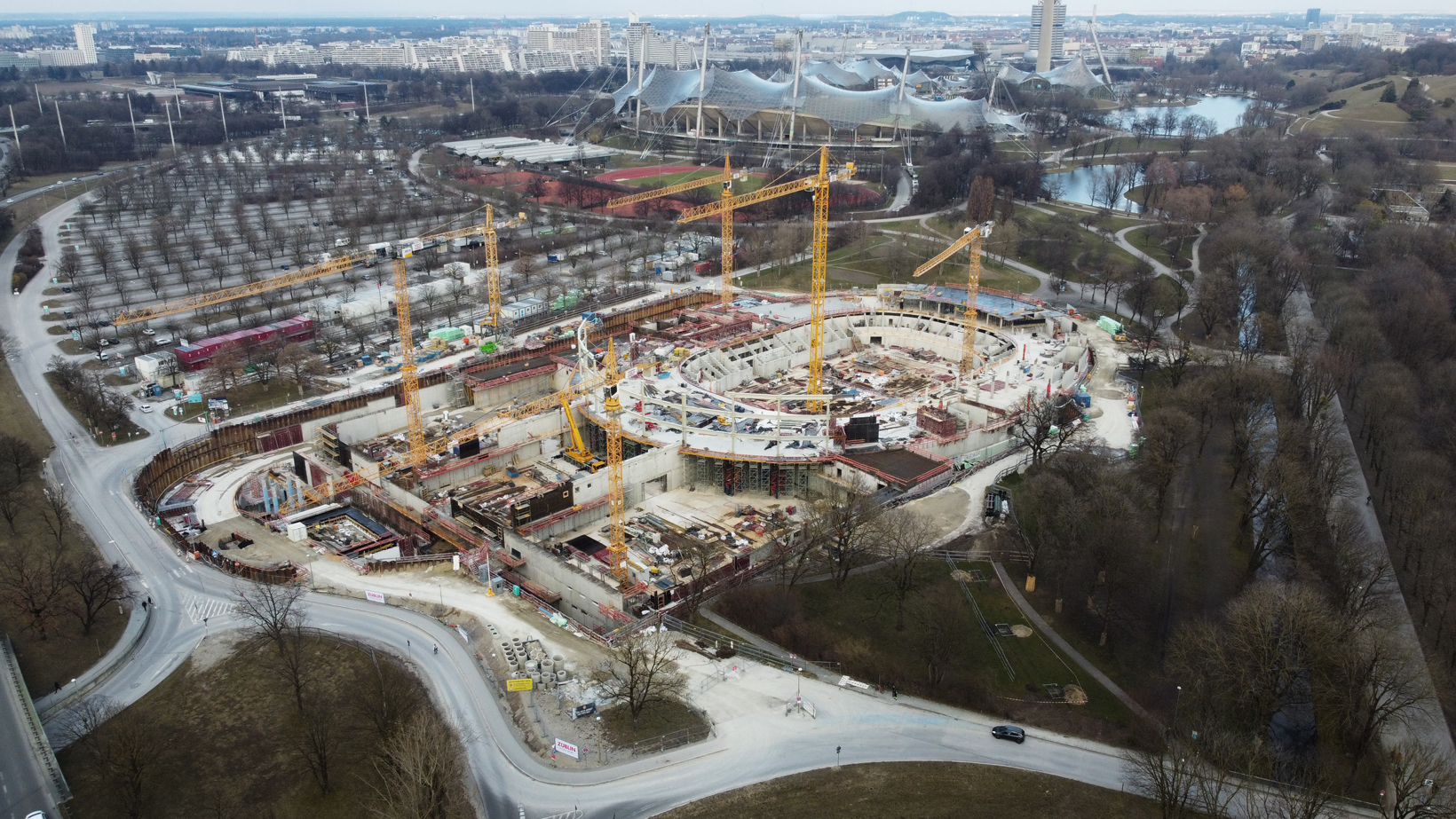
Die Baustelle des SAP Garden Anfang März 2022
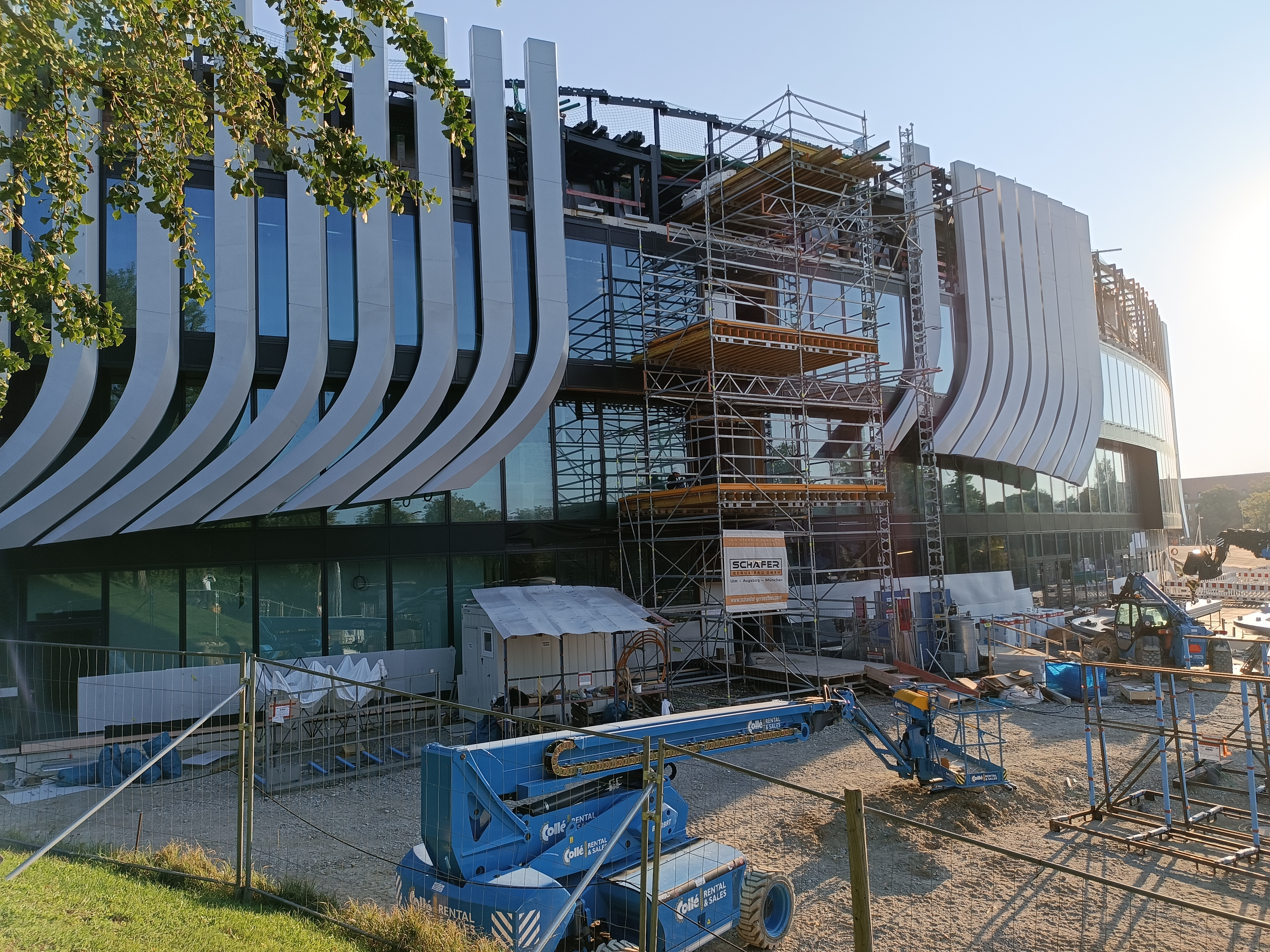
Die Baustelle des SAP Garden (September 2023)
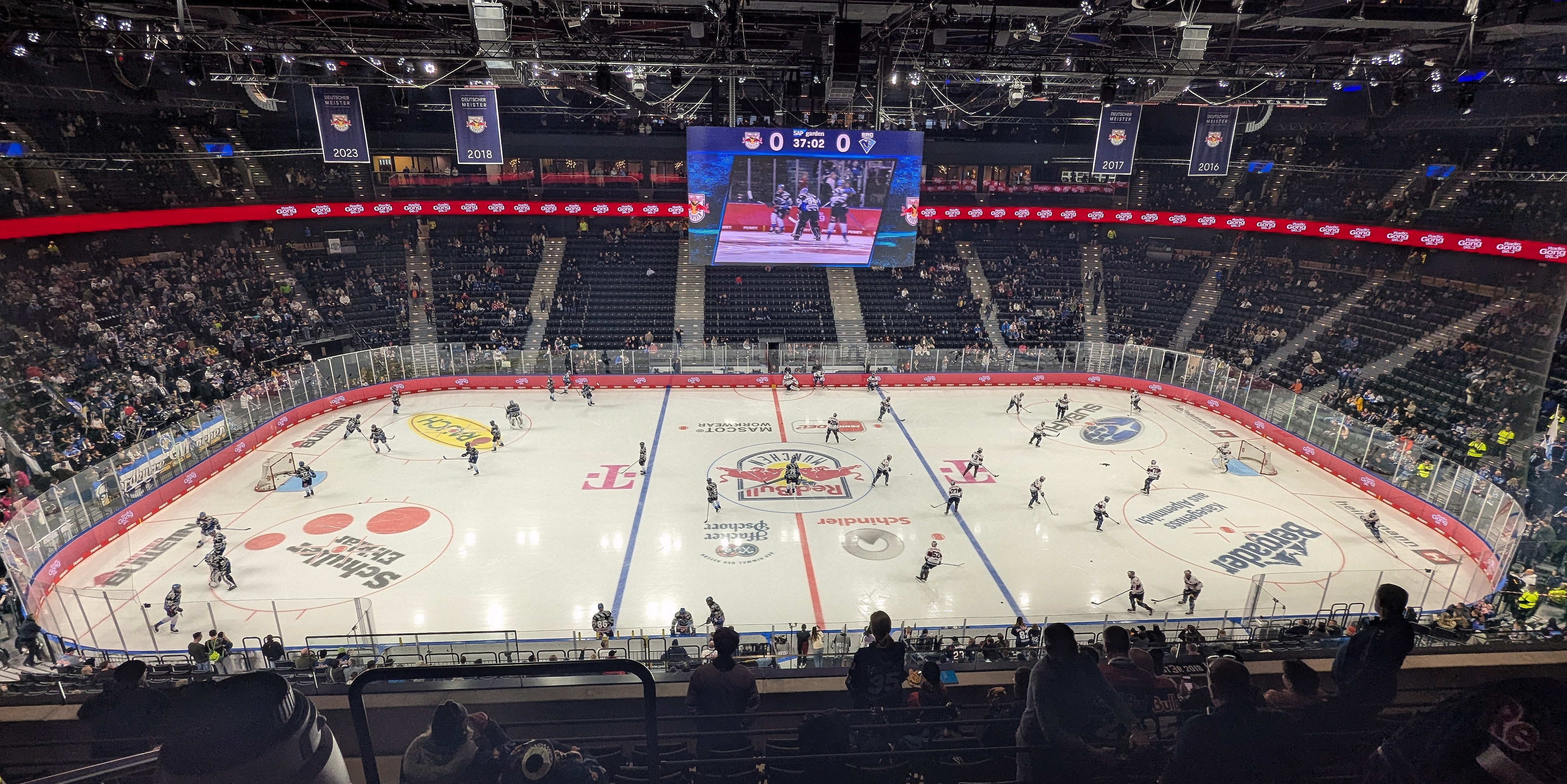
Der SAP Garden am 8. Dezember 2024 mit Eisfläche beim DEL-Spiel EHC Red Bull München gegen den ERC Ingolstadt.
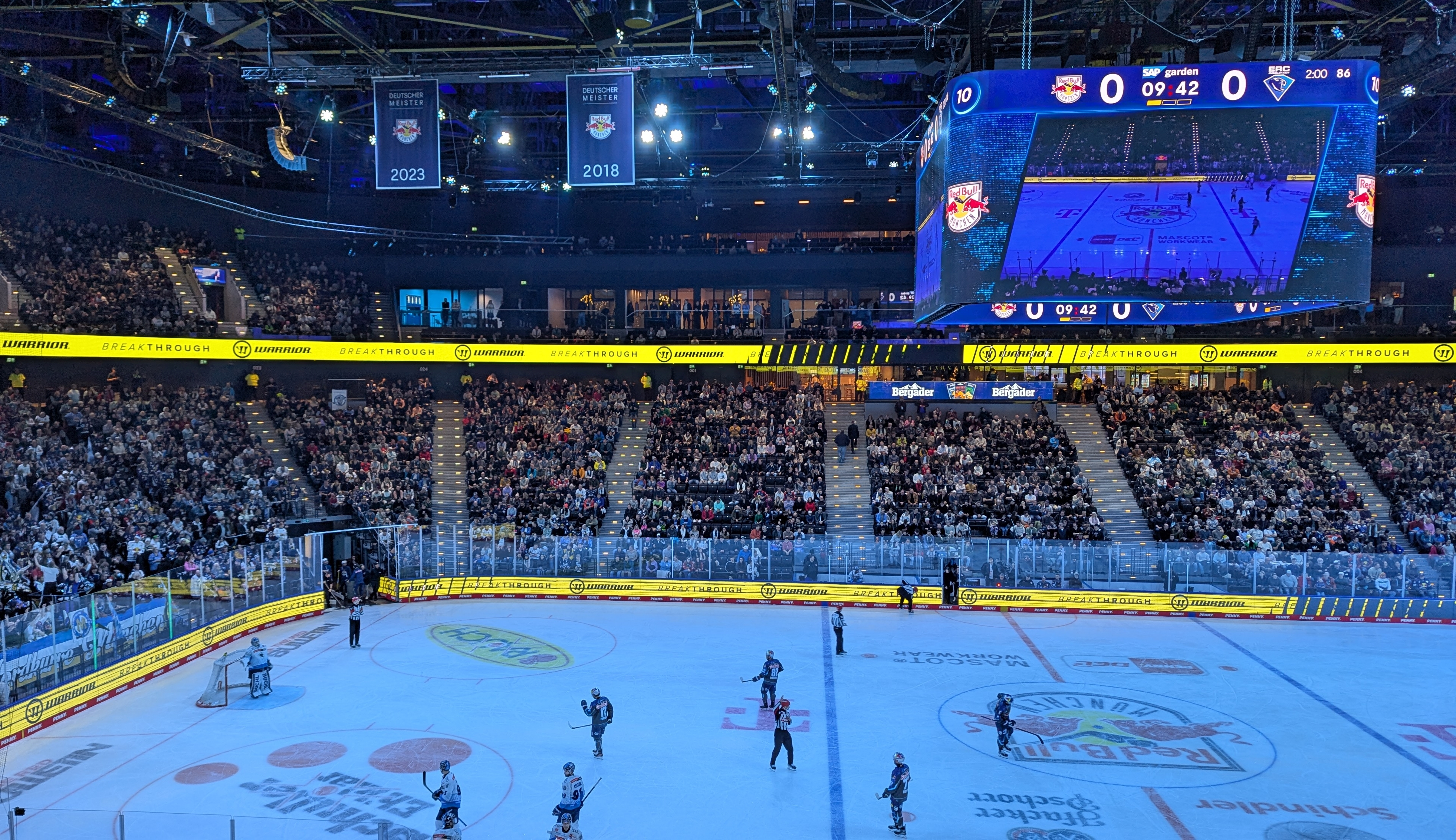
Eisfläche und Videowürfel (8. Dezember 2024)